# Feulersdorf
Feulersdorf ist ein Gemeindeteil des Marktes Wonsees im Landkreis Kulmbach (Oberfranken, Bayern). Feulersdorf liegt in der Gemarkung Wonsees.

## Geografie

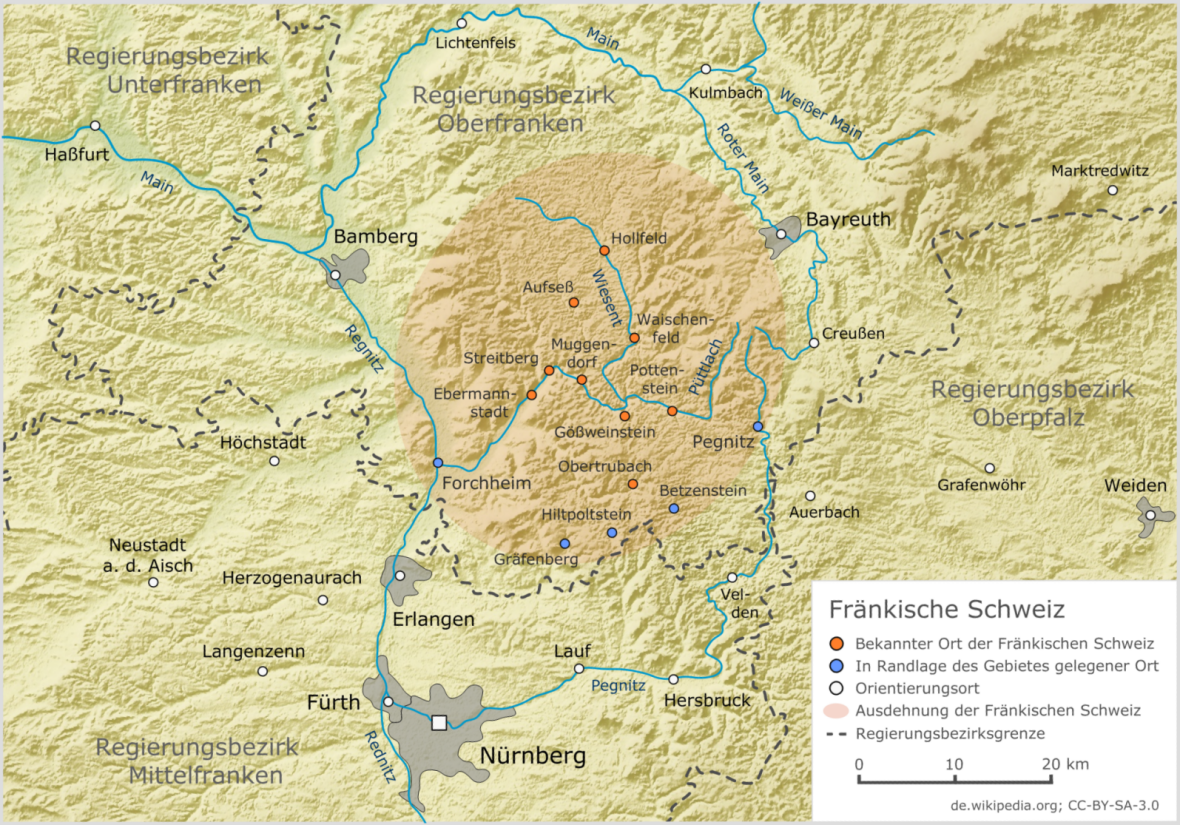
Territoriale Ausdehnung der Fränkischen Schweiz

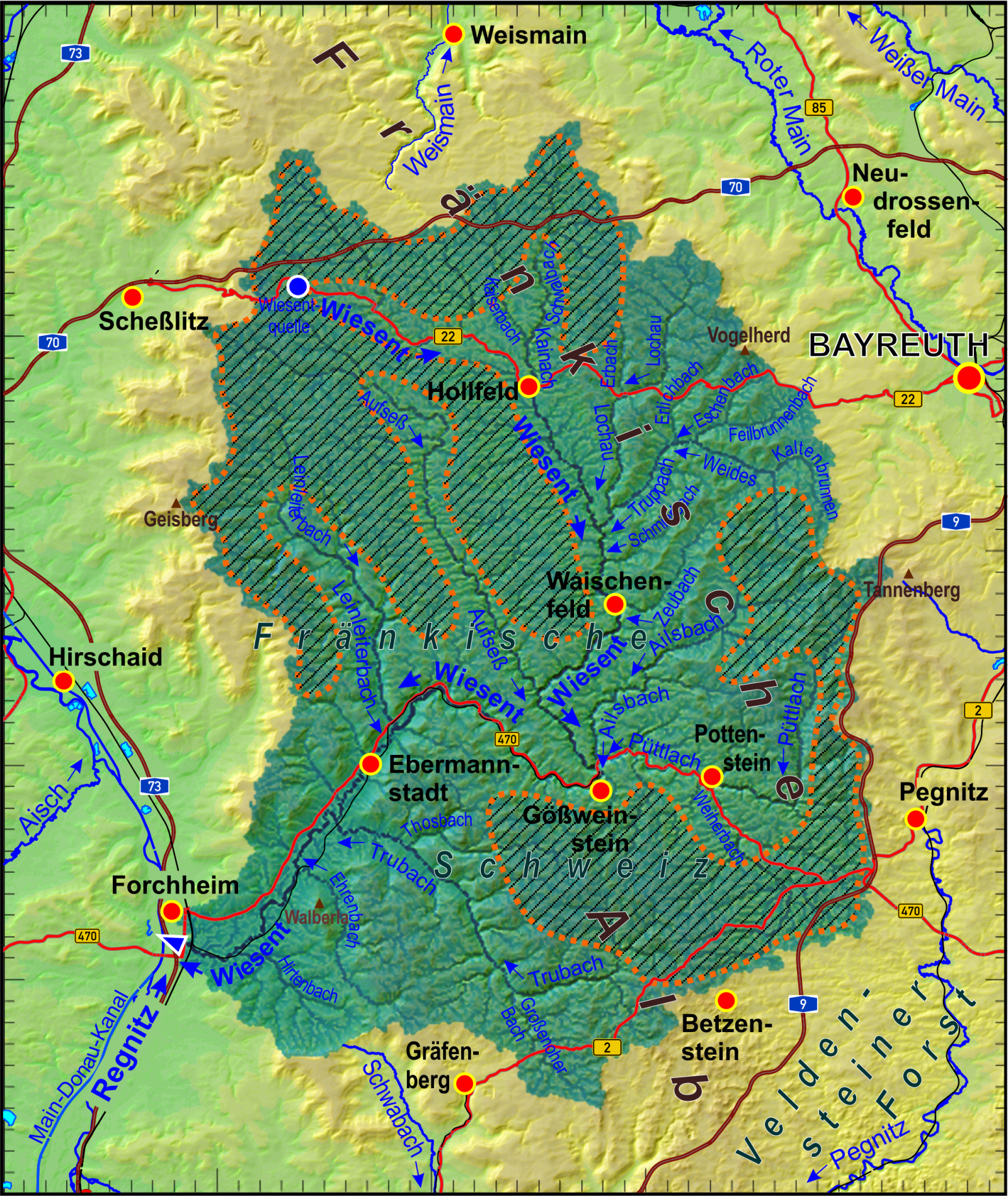
Einzugsgebiet der Wiesent

Feulersdorf liegt auf einer Hochebene, über die die Wasserscheide zwischen den Flusssystemen der Weismain und der Wiesent verläuft und die im nordöstlichsten Teil der Fränkischen Schweiz liegt. Die Nachbarorte von Feulersdorf sind Modschiedel im Norden, Azendorf im Nordosten, Schirradorf im Osten, Zedersitz im Südosten, Krögelstein im Süden, Eichenhüll im Südwesten, Buckendorf im Westen und Fesselsdorf im Nordwesten. Das Dorf ist vom sechs Kilometer entfernten Wonsees aus über die Staatsstraße 2189 und dann über eine Gemeindeverbindungsstraße erreichbar, die in Zedersitz von der Staatsstraße abzweigt.

## Geschichte
Seit der Gemeindegründung ist Feulersdorf ein Gemeindeteil der Gemeinde Wonsees, die bis zur Gebietsreform zum Altlandkreis Kulmbach gehörte. Vor den infolge der Gebietsreform erfolgten Eingemeindungen hatte die Gemeinde Wonsees 1961 insgesamt 513 Einwohner, davon 100 in Feulersdorf.